# Karl Höffl
Karl Höffl (* 3. März 1932 in Kisbattyán bei Komló, Ungarn; † 8. April 2013 in Freiberg) war ein deutscher Ingenieurwissenschaftler und zuletzt von 1991 bis 1992 bis zu seiner Emeritierung Direktor des Instituts für Maschinenbau an der Bergakademie Freiberg.

## Jugend
Höffl besuchte in Kisbattyán die Grund- und Mittelschule, übersiedelte 1948 nach Leipzig und schloss dort 1951 eine Lehre als Kraftfahrzeugmechaniker ab. Danach besuchte er die Vorstudienanstalt der TH Dresden und erwarb 1954 das Abitur.
Von 1954 bis 1960 Studium des Maschinenbaus in der Fachrichtung Fördertechnik, Bau- und Aufbereitungsmaschinen an der TH Dresden; dort förderte ihn Franz Kienast.

## Wirken
Nach der Diplomierung mit dem Prädikat „sehr gut“, wirkte er als Forschungsingenieur, Hauptabteilungsleiter und Technischer Direktor des Wissenschaftlichen Zentrums des Kombinats Bau-, Baustoff- und Keramikmaschinen Leipzig, wo Höffl maßgeblich an der Neu- und Weiterentwicklung von Baumaschinen beteiligt war.
Anschließend wechselte er 1965 zur TU Dresden als Oberassistent am von Hellmuth Weinrich (1903–1989) geleiteten Institut für Fördertechnik, Bau- und Aufbereitungsmaschinen und verteidigte dort 1969 seine Dissertation Untersuchungen über die Zerkleinerung in Wälzmühlen mit dem Prädikat summa cum laude. Im selben Jahr erfolgte der Ruf der Bergakademie Freiberg auf den neuerrichteten Lehrstuhl für Aufbereitungs-, Baustoff- und Keramikmaschinen.
An der Bergakademie entfaltete Höffl eine umfangreiche Tätigkeit in Lehre und Forschung, die sich durch Praxisnähe auszeichnete. Er befasste sich mit Maschinensystemen für Aufbereitungs- und Verarbeitungsprozesse, Keramikmaschinen, Bau- und Baustoffmaschinen sowie Anlagenprojektierung. Auch publizierte er zahlreiche Lehrbriefe in der Serie Maschinen für Aufbereitungs- und Verarbeitungsprozesse. Seit 1969 Fachrichtungsleiter Gewinnungs- und Aufbereitungsmaschinen, welche im Zuge der dritten Hochschulreform der DDR in den Studiengang Maschinenbau mit der Vertiefungsrichtung Allgemeiner Maschinenbau überführt wurde. Von 1975 bis 1983 war Höffl Direktor der Sektion Maschinen- und Energietechnik der Bergakademie Freiberg.
1986 Promotion B an der TH Magdeburg zum Dr. sc. techn. mit der Schrift Zerkleinerungs- und Klassiermaschinen, die ein Jahr zuvor als Buch erschien, das sich alsbald zum Standardwerk entwickeln sollte.
Auch internationale Kontakte pflegte Höffl intensiv. So hielt er zahlreiche Gastvorlesungen wie der Technischen Universität Miskolc (Ungarn), AGH Wissenschaftlich-Technische Universität in Krakau (Polen), Moskauer Bergbauinstitut (UdSSR), Technische Universität Breslau (Polen), TU Clausthal und Jiaotong-Universität Xi’an (VR China).
In der von Höffl und Besser geleiteten Vortragsreihe Probleme der Entwicklung und Instandhaltung in der Montanmaschinentechnik im Rahmen des Berg- und Hüttenmännischen Tags 1988 in Freiberg, trugen Siegfried Bernotat, Fritz Feige, Eberhard Gock, Karl-Eugen Kurrer, Stefan Michaelis u. a. über ihre Forschungen vor.
In Anerkennung seiner Verdienste und die theoretische und experimentelle Weiterentwicklung der Aufbereitungstechnik ehrte die TU Miskolc Höffl 1989 mit dem Titel Dr. h. c. Schließlich wirkte Höffl im Redaktionsbeirat der Zeitschrift Neue Bergbautechnik mit.
Von 1969 bis 1992 führte Höffl ca. 700 Studenten aus dem In- und Ausland in der Fachrichtung Gewinnungs- und Aufbereitungstechnik erfolgreich zum Diplom. Er betreute 40 Dissertationen und wirkte an 75 Promotions- und Habilitationsverfahren als Gutachter mit. Zu Höffls gesammelten Werke zählen 90 Zeitschriftenartikel, 95 Vorträge auf wissenschaftlichen Tagungen und Kongressen sowie 30 Patente.
Von 1990 bis 1992 arbeitete in der Studienreformkommission Maschinenbau der ständigen Kultusministerkonferenz mit. Im Jahr 1991 erfolgte die Umwandlung des akademischen Grades Dr. sc. techn. in Dr.-Ing. habil. durch den Senat der TU Magdeburg. Von 1991 bis 1992 war er Direktor des Instituts für Maschinenbau an der Bergakademie Freiberg. Auf den Lehrstuhl Höffls folgte Georg Unland im Jahr 1993. Seit seiner Emeritierung wirkte Höffl als wissenschaftlich-technischer Berater für die Industrie.

## Schriften
- Zerkleinerungs- und Klassiermaschinen, Springer-Verlag, Berlin, 1986 und 1994, ISBN 978-3-642-82710-5 (zuerst erschienen im Verlag für Grundstoffindustrie, Leipzig 1985)
- Mit Siegmar Schäfer: Grundlagen der Berechnung und Konstruktion von Shreddern sowie Betriebsergebnisse, 1988, (Freiberger Forschungshefte A 752)
- Untersuchungen zur Zerkleinerung in Schwingmühlen, (Freiberger Forschungshefte A 750). Leipzig, Deutscher Verlag für Grundstoffindustrie, 1988, ISBN 978-3-342-00824-8
- Probleme der Entwicklung und Instandhaltung in der Montanmaschinentechnik: Vorträge zum Berg- und Hüttenmännischen Tag 1988 in Freiberg, Kolloquium 13 (Freiberger Forschungshefte), Leipzig, Deutscher Verlag für Grundstoffindustrie, 1989, ISBN 978-3-342-00878-1
- Mit Klaus Piefke: Untersuchungen zur Entwicklung von funktionellen Abhängigkeiten für den rechnerischen Entwurf von Prallbrechern am Beispiel der Rotorhauptmaße, in: Neue Bergbautechnik 22 (1992), H. 3/4, S. 120–125.
- Mit Paul Böhringer: Baustoffe wiederaufbereiten und verwerten, Unterhaching: AVS-Institut GmbH Verlag 1994.
- Mit Heiko Stemme: Rechnergestützte Gestaltung von Schlagelementen für Hammerbrecher und Shredder, in: Neue Bergbautechnik 22 (1992), H. 3/4, S. 125–130.